# Hypselobarbus periyarensis
Hypselobarbus periyarensis és una espècie de peix cipriniforme de la família dels ciprínids.

## Morfologia
Els mascles poden assolir els 50 cm de longitud total.

## Distribució geogràfica
Es troba a Kerala (Índia).